# 第21回世界スカウトジャンボリー

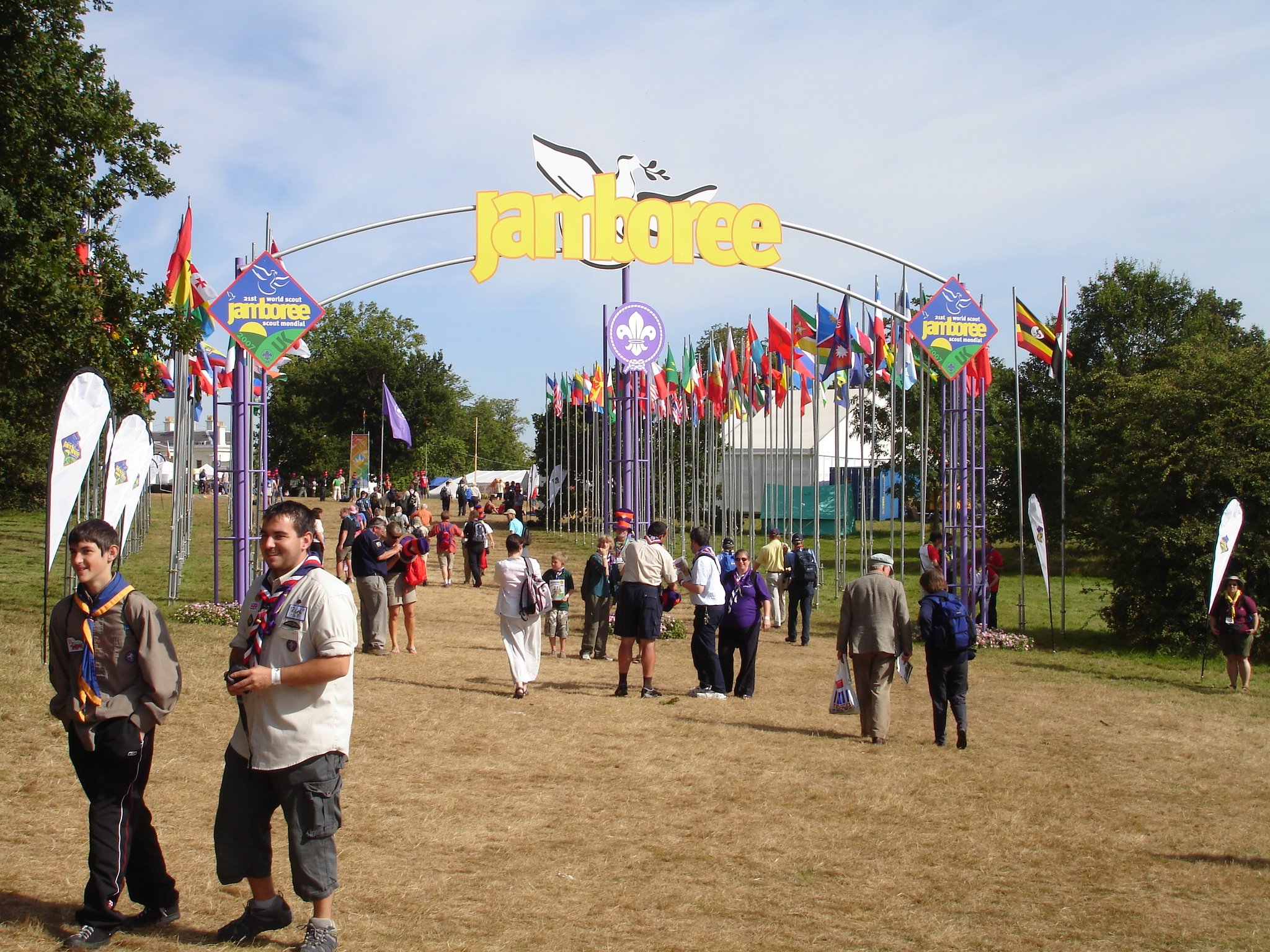
会場のメインゲート

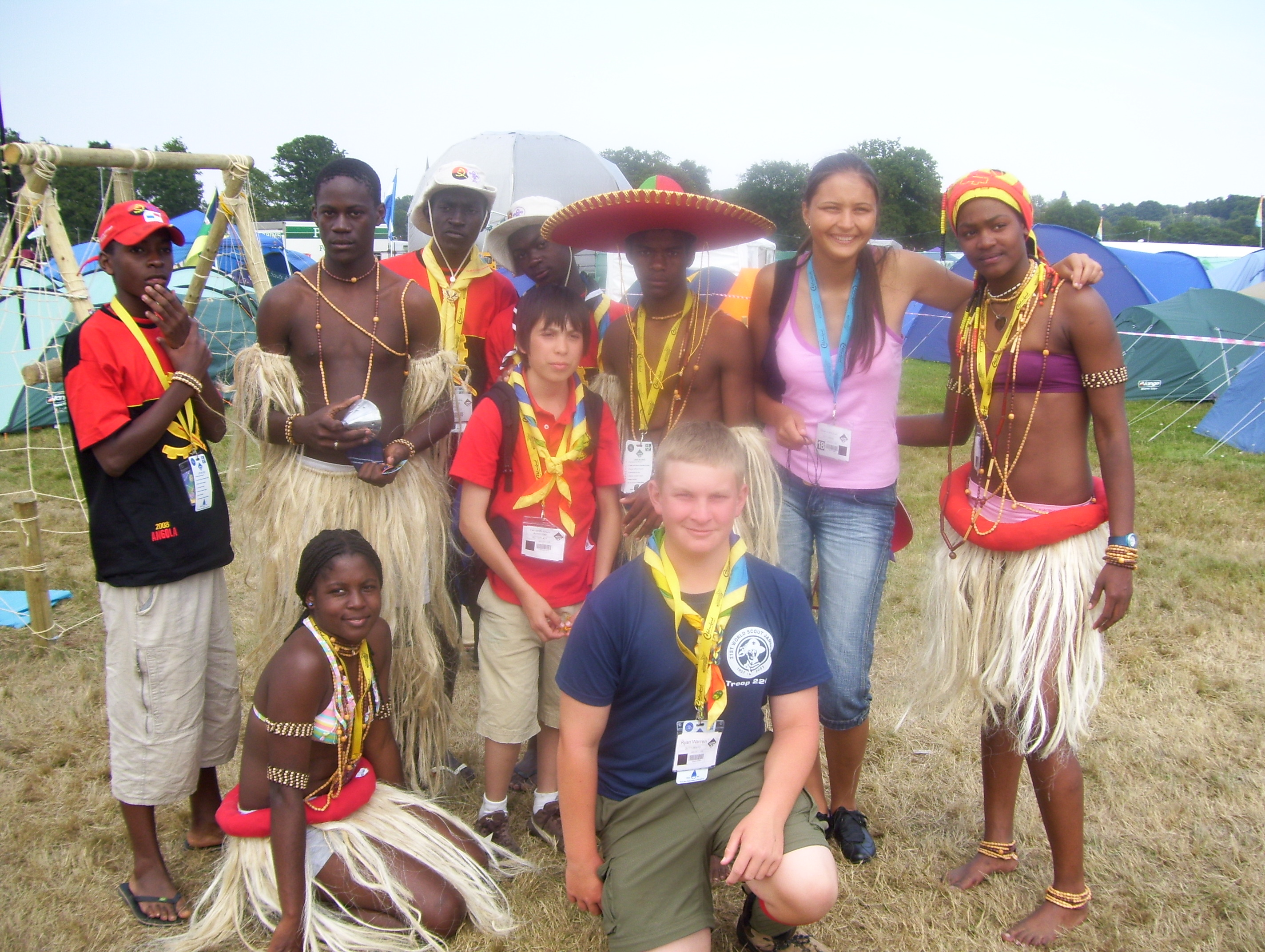
世界から集まるスカウト達

第21回世界スカウトジャンボリー（だい21かいせかいスカウトジャンボリー、英語: 21st World Scout Jamboree）は、イギリスエセックス州チェルムスフォードのハイランズパークで開催された、世界スカウト機構主催のスカウトの大会。開催期間は2007年
7月27日から8月8日。日本における今大会の略称は「21WSJ」である。

## 概要
第21回となるこの大会は、ボーイスカウト創始100周年にあたる年に開催され、開催地はボーイスカウト発祥の地であるイギリスとなった。
158の国と地域から約38,000人のスカウト・ガールガイド（ガールスカウト）が参加し、さらに4万人を超える人々が見学に訪れた。また、今大会の運営を支える国際サービスチーム員（IST、International Service Team）も 8,600 人が世界中から集まった。これは過去の世界スカウトジャンボリーと比較しても、史上2番目の規模である。
日本からはISTを含め1,510名のスカウトと指導者が参加し、大会の前後でホームステイやロンドン市内見学・ブラウンシー島の見学を行った。

## 会場
会場となったハイランズパークは、空港や海港などの交通の便やギルウェル・パークに近いことなどが考慮されて選ばれた。
会場内のキャンプサイトは、5つのハブ・17のサブキャンプに分けて運営されていた。
キャンプサイトの一覧
ただしSCはサブキャンプの略
- トロピカル・ハブ
  - ジャングル SC
  - ラグーン SC
  - マングローブ SC
  - レインフォレスト SC
- オーシャン・ハブ
  - ビーチ SC
  - ハーバー SC
  - フィヨルド SC
  - アトール SC
- デザート・ハブ 
  - オアシス SC
  - デューン SC
  - ワジ SC
  - ツンドラ SC
- マウンテン・ハブ
  - ボルケーノ SC
  - プラトー SC
  - グライシャー SC
  - キャニオン SC
- アイランド・ハブ（アイランド SC）

ISTのためのサブキャンプであり、18歳未満の参加者は立ち入ることはできなかった。

## スローガンと記念ワッペン
大会スローガンは「One World One Promise」である。この日本語訳は「ひとつの世界 ひとつのちかい」。これは、今大会以外の100周年記念行事においても用いられたスローガンであった。
なお100周年にあたる2007年（平成19年）においては、世界中のスカウトがこのスローガンの書かれたワッペンを制服に着用するよう、世界スカウト機構から各国連盟へ要請されていた。日本連盟はこれを受け、日本全国のボーイスカウトがワッペンを着用するよう義務づけている。なお、このワッペンのスローガンはそれぞれの言語によって書かれており、日本においては日本語で「ひとつの世界 ひとつのちかい」と書かれたワッペンが用いられた。
また、スカウト同士でのワッペン交換において、各国語で書かれたこのワッペンは人気の交換品になった。

## プレ大会
2005年（平成17年）、ユーロジャム（ヨーロッパ地域ジャンボリー）がこの世界スカウトジャンボリーのプレ大会として同会場で開催され、12,000人のスカウトがヨーロッパ各国から参加した。
日本からも、指導者6名スカウト25名による派遣団が編成され参加すると同時に、日本連盟役職員数名が視察している。

## 各プログラム
2週間にも及ぶ大会期間中に様々なプログラムが会場の内外で展開され、参加者たちを大いに楽しませた。以下は、各プログラムについての説明を記す。

### 開会式
開会式は、メインアリーナで行われた。参加した全ての国と地域の旗をその代表スカウトが掲揚した。また、数カ国のスカウト達が、メインステージでその国の伝統的な踊りを披露した。なお、開会式にはウィリアム王子およびケント公が出席し、言葉を述べた。
また、開会式の後には同アリーナでロックコンサートが催された。

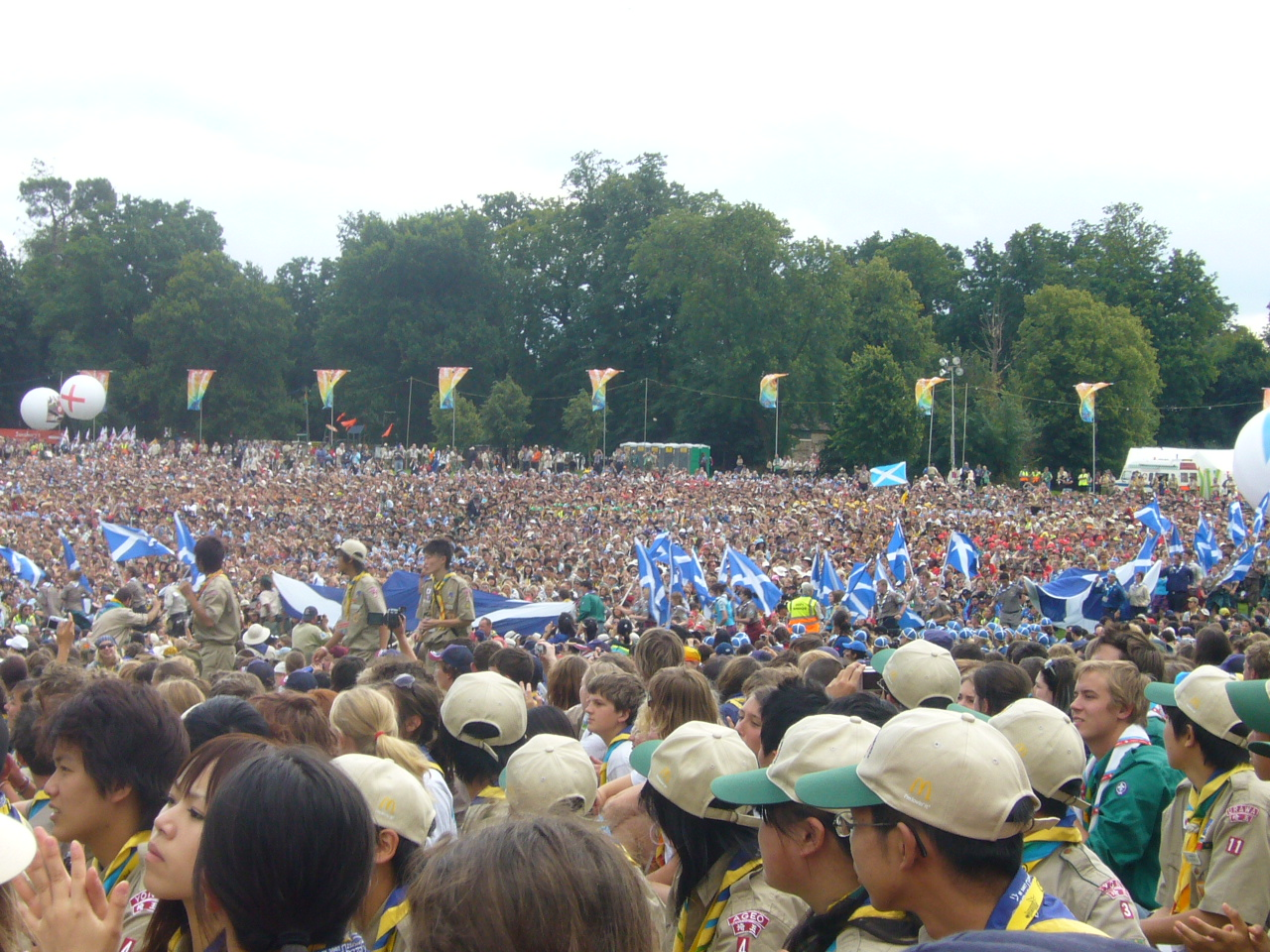
開会式の様子
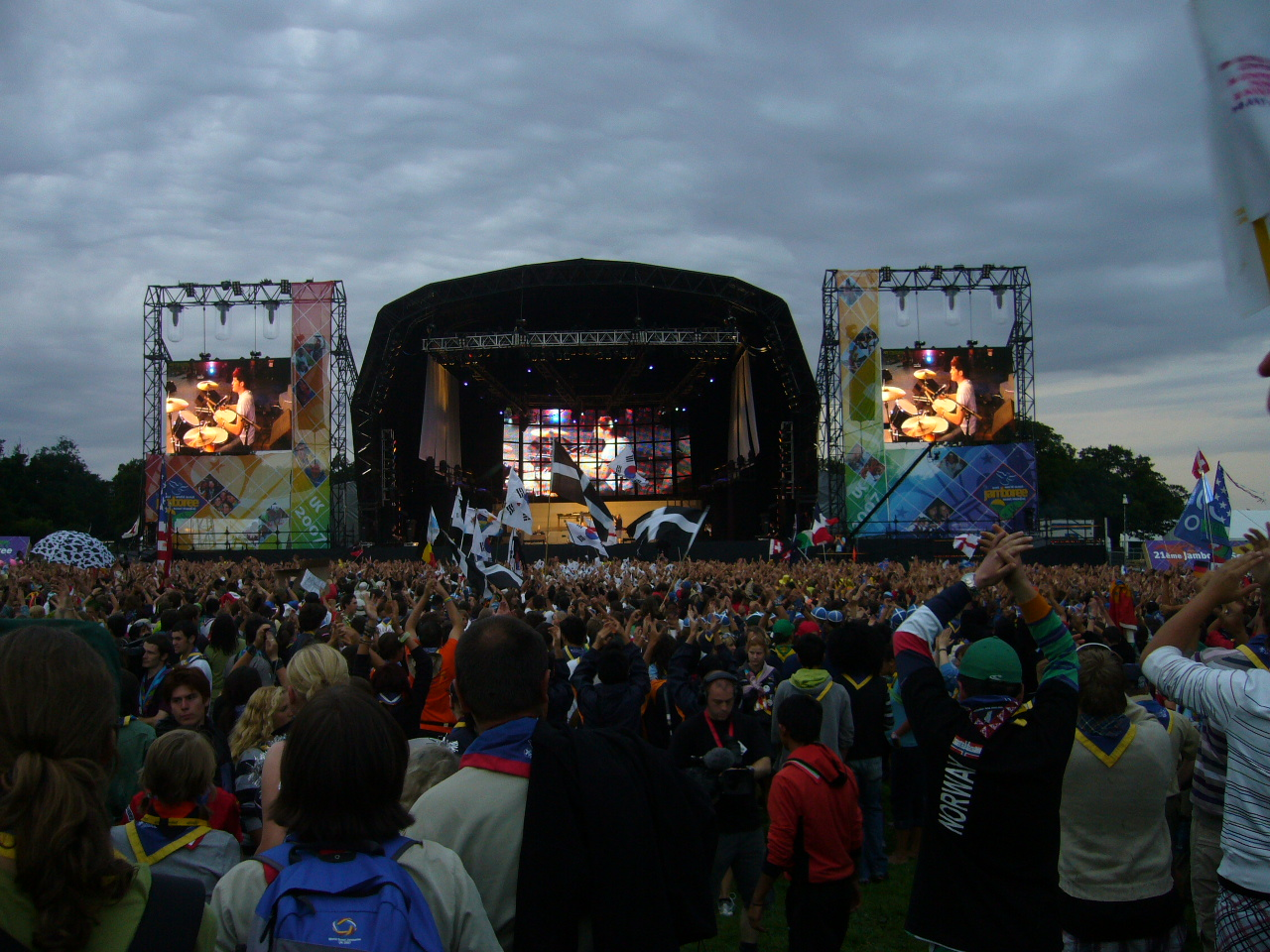
ロックコンサートの様子

### 閉会式
閉会式は、現地時間8月7日に行われた。当日の天候は雨であったため、スカウトは雨合羽などを着用し参加した。

### スプラッシュ!
スプラッシュ!は場外プログラムの一つで、ヨットやカヤック、いかだ作り、シットオンカヤック、ベルボート、ディンギーセイリング、けん引など、水に関係するプログラムが展開された。このプログラムは、暑い日中における水のアクティビティであったため、スカウトのあいだでは人気のアクティビティとなった。
会場はジャンボリー会場から約65km離れた、サフォークのアルトン貯水池で行われた。一度に収容できる人数は2000人とされている。
事前にスカウト一人ひとりに参加するアクティビティが書かれたチケットが渡され、必ずそのアクティビティに参加することとなっていた。しかしこのチケットは、サブキャンプ内でスカウト同士の交換が認められていたため、自らが希望していないプログラムに当たってしまったときなどは、他のスカウトと交換することが出来た。
プログラム会場までは、バスで片道45分程度移動した。期間中に開催された場外プログラムの中ではこの移動時間は一番長い。
このプログラムの目的は、スカウト一人ひとりが新しいアクティビティを体験し、様々な冒険的アクティビティで肉体的、精神的課題に挑戦することであった。また、アクアチャレンジにおいてチームワークスキルを身につけることも目的とされていた。

### スターバースト
スターバーストは様々な奉仕活動を行うプログラムで、参加隊の各班に行き先が割り当てられ、そこで参加者は奉仕活動を行った。奉仕活動の内容は、森林の遊歩道整備や学校の修復、動物のための草のトンネル作りなど多種にわたった。
このプログラムの目的は、地域社会において協力し環境への配慮を示す、また、イギリスの文化と価値について学び世界や自分の地域社会に変化を起こそうという意識を持つこと、とされている。
このプログラムは、'スプラッシュ！'と同様にジャンボリー会場外で行われた。